# Festival international du film d'Oldenbourg
 (janvier 2017).
Si vous disposez d'ouvrages ou d'articles de référence ou si vous connaissez des sites web de qualité traitant du thème abordé ici, merci de compléter l'article en donnant les références utiles à sa vérifiabilité et en les liant à la section « Notes et références ».
Le Festival international du film d'Oldenbourg, en allemand Internationale Filmfest Oldenburg (IFFO), est un festival de cinéma se déroulant chaque année  en septembre à Oldenbourg, dans le nord-ouest de l'Allemagne.
Fondé en 1994, il met en avant les films de la scène indépendante allemande et internationale. 

## Histoire
Le festival est fondé en 1994 par Torsten Neumann et Thorsten Ritter.

## Hommages et rétrospectives

### Hommages
- Nancy Savoca (1994)
- Katt Shea (1995)
- Icíar Bollaín (1997)
- Seymour Cassel (1998)
- Asia Argento (1999)
- Stacy Cochran (en) (2000)
- Ben Gazzara (2001)
- Richard Stanley (2001)
- Édouard Niermans (2002)
- Larry Clark (2003)
- Tim Blake Nelson (2004)
- Luke Wilson et Andrew Wilson (2005)
- Peter Fleischmann (2006)
- Stacy Keach (2007)
- Marius Müller-Westernhagen et Michael Wadleigh (2008)
- Scott McGehee et David Siegel (2009)
- Timothy Bottoms (2010)
- Roger Fritz (2011)
- 2013 : Bobcat Goldthwait
- 2015 : Joanna Cassidy
- 2016 : Amanda Plummer et Nicolas Cage
- 2017 : Lou Diamond Phillips

### Rétrospectives
- Alex Cox (1994)
- Frank Oz (1995)
- James B. Harris (1996)
- Tim Hunter (1997)
- Roberto Faenza (1998)
- Harry Kümel (1999)
- Girolamo Medebach (2000)
- Jim McBride (2001)
- Bernard Rose (2002)
- Philippe de Broca (2003)
- Andrzej Żuławski (2004)
- Ken Russell (2005)
- Jerry Schatzberg (2006)
- Abel Ferrara (2007)
- James Toback (2008)
- Bruno Barreto (2009)
- Radley Metzger (2010)
- Ted Kotcheff (2011)
- Phedon Papamichael (2012)
- 2013 : Girolamo Medebach
- 2014 : Philippe Mora
- 2015 : George Armitage
- 2016 : Christophe Honoré
- 2017 : Edward R. Pressman

## Les prix

### Meilleur film allemand
- Richard Schenkman — Went to Coney Island on a Mission from God...Be Back by Five (1998)
- Noah Stern — The Invisibles (1999)
- Buket Alakus — Anam (2001)
- Scott Thomas — Anacardium (2002)
- Michael Polish — Northfolk (2003)
- Dennis Iliadis (en) — Hardcore (2004)
- Marcos Siega — Pretty Persuasion (2005)
- Scott Dacko — The Insurgents (2006)
- Jan Hinrik Drevs — Underdogs (2007)
- Emily Atef — The Stranger in Me (Das Fremde in mir) (2008)
- Judi Krant — Made in China (2009)
- Paul Gordon — The Happy Poet (2010)
- K. Lorrel Manning — Happy New Year (2011)
- Jan Ole Gerster —  Oh Boy (2012)
- Tom Lass — Kaptn Oskar (2013)

Depuis 2014, le prix n'est plus attribué en raison d'un budget limité.

### Prix du public
- Andreas Struck — Sugar Orange (2004)
- Catharina Deus — About a Girl (2005)
- Birgit Grosskopf — Prinzessin (2006)
- Jakob M. Erwa — Heile Welt (2007)
- Emily Atef — L'Étranger en moi (Das Fremde in mir) (2008)
- Thomas Sieben — Distance (2009)
- Philip Koch — Picco (2010)
- Linus de Paoli — Dr. Ketel (2011)
- Jan Ole Gerster — Oh Boy (2012)
- 2013 : David Perrault — Our Heroes Died Tonight (Nos héros sont morts ce soir)
- 2014 : Michael Samir — Hany
- 2015 : Tom Sommerlatte — Im Sommer wohnt er unten
- 2016 : Emre Konuk — The Apprentice
- 2017 : Kubilay Sarikaya et Sedat Kirtan — Familiye

### Meilleur court-métrage
- Marcos Valin, David Alonso — Atención al cliente (2007)
- Liz Adams — Side Effect (2008)
- Hassan Said — Mute (2009, Meilleur court métrage de langue étrangère)
- Tom Bewilogua — SCISSU (2009, Meilleur court métrage de langue allemande)
- Jeremy Bradley et Reuben Sack — Salvation Insurance (2010)
- Markus Engel — Der letzte Gast (2011)
- Meghna Gupta, Gigi Berardi — Unravel (2012)
- 2013 : Patrick Baumeister Preis
- 2014 : Kevin Meul Cadet
- 2015 : Martijn de Jong Free
- 2016 : Rûken Tekes The Circle
- 2017 : Thierry Besselings et Loic Tansons Sur le fil

### Prix Otto Sprenger
- Ben Reding, Dominik Reding — Für den unbekannten Hund (2007)
- Emily Atef — L'Étranger en moi (Das Fremde in mir) (2008)

### Prix Seymour Cassel – meilleur acteur
- 2012 : Tom Schilling pour son rôle de Niko Fischer dans Oh Boy (Allemagne, 2012)
- 2013 : Martina Schöne-Radunski pour son rôle d'Alex dans Kaptn Oskar
- 2014 : Victoria Schulz pour son rôle de Ruby dans Von jetzt an kein Zurück
- 2015 : Nikola Rakočević pour son rôle de Slav dans Travelator et Sarah Silverman pour son rôle de Laney dans I Smile Back
- 2016 : André Hennicke pour son rôle d'Udo Ochsenschwanz dans Strawberry Bubblegums et Noémie Merlant pour son rôle de Claire dans À tous les vents du ciel
- 2017 : Lindsay Burdge pour son rôle dans Thirst Street et Gregory Kasyan pour son rôle dans Quest